# San Cristóbal (Minera)
San Cristóbal (Minera) ist eine Minensiedlung im Departamento Potosí im Hochland des südamerikanischen Anden-Staates Bolivien.

## Lage im Nahraum
San Cristóbal (Minera) ist eine Siedlung, die zur San Cristóbal-Mine im Kanton San Cristóbal im Municipio Colcha „K“ in der Provinz Nor Lípez gehört. Die Ortschaft liegt auf einer Höhe von 3892 m etwa 50 Kilometer südlich des Salzsees Salar de Uyuni am Rande der Gran Pampa Pelada, einer weiten Ebene nördlich der Cordillera de Lípez.

## Geographie
San Cristóbal (Minera) liegt auf dem bolivianischen Altiplano zwischen den Anden-Gebirgsketten der Cordillera Occidental und der Cordillera de Lípez. Das Klima der Region ist semiarid und durch ein ausgeprägtes Tageszeitenklima gekennzeichnet.
Die mittlere Durchschnittstemperatur der Region liegt bei 7,7 °C (siehe Klimadiagramm San Cristóbal) und schwankt nur unwesentlich zwischen 3 °C im Juni und Juli und etwa 10 °C von November bis März. Der Jahresniederschlag beträgt nur 100 mm, wobei die Monate April bis November nahezu ohne Niederschlag sind; nennenswerter Niederschlag fällt nur in den Monaten Januar und Februar mit je 30 mm im Monat.
JGemäß der Klimaklassifikation ist das Klima von San Cristóbal (Minera) trocken und kalt (BWk).

## Verkehrsnetz
San Cristóbal (Minera) liegt in einer Entfernung von 295 Straßenkilometern südwestlich von Potosí, der Hauptstadt des gleichnamigen Departamentos.
Von Potosí führt die Nationalstraße Ruta 5 über 198 Kilometer in südwestlicher Richtung bis Uyuni, von dort führt die Ruta 701 weiter nach Südwesten und überquert nach 61 Kilometern den Río Grande de Uyuni und erreicht nach weiteren 27 Kilometern die Ortschaft San Cristóbal. Von hier aus zur Minensiedlung San Cristóbal sind es noch einmal neun Kilometer.

## Bevölkerung
Im Jahr 1999 wurde die Bevölkerung mitsamt dem gesamten ursprünglichen Ort San Cristóbal um sechs Kilometer in südöstlicher Richtung umgesiedelt, um einem großflächigen Abbau von Silber, Zink und Blei Platz zu machen.
Auf dem Gelände der Mine ist inzwischen die Siedlung "San Cristóbal (Minera)" entstanden:
| Jahr | Einwohner                | Quelle       |
| ---- | ------------------------ | ------------ |
| 1992 | noch keine Minensiedlung | Volkszählung |
| 2001 | 47                       | Volkszählung |
| 2012 | 1214                     | Volkszählung |
| 2024 |                          | Volkszählung |

Die Region weist einen hohen Anteil an Quechua-Bevölkerung auf, im Municipio Colcha „K“ sprechen 93,0 Prozent der Bevölkerung Quechua.